# خیلبرتو یروود
خیلبرتو یروود (اسپانیایی: Gilberto Yearwood‎؛ زادهٔ ۱۵ مارس ۱۹۵۶) بازیکن و مربی فوتبال اهل هندوراس بود.
از باشگاه‌هایی که در آن بازی کرده‌است می‌توان به باشگاه ورزشی تنریف، باشگاه فوتبال دپورتیوو المپیا، باشگاه فوتبال سلتاویگو، باشگاه فوتبال الچه، و باشگاه فوتبال رئال وایادولید اشاره کرد.
وی همچنین در تیم ملی فوتبال هندوراس بازی کرده‌است.